# 코페르티노의 요셉
코페르티노의 성 요셉(이탈리아어: San Giuseppe da Copertino, 1603년 6월 17일 – 1663년 9월 18일)은 이탈리아 출신의 가톨릭 성인이다. 그는 그다지 학식이 풍부하지 않았지만, 기적같이 신부로 합격해서 학생들과 시험 합격의 수호성인이 되었다.
또한 공중 부양을 하여 탈혼 상태에 빠지는 기적을 자주 선보이는 것으로 유명해졌다. 그는 1767년에 시성되었다.

## 같이 보기
- 피에트렐치나의 비오